# Compsotata janmoullei
Compsotata janmoullei är en fjärilsart som beskrevs av Sergius G. Kiriakoff 1954. Compsotata janmoullei ingår i släktet Compsotata och familjen nattflyn. Inga underarter finns listade i Catalogue of Life.